# Mercedes-Benz MB100
Mercedes-Benz MB100 — семейство малотоннажных автомобилей компании Mercedes-Benz. Серийное производство автомобилей длилось с 1981 по 1996 год. Автомобиль производился как фургон и микроавтобус, приводился в действие 2,4-литровым дизельным двигателем мощностью около 55 кВт, который также использовался в Mercedes-Benz TN 207D, а также предлагался в Германии с 1987 по 1995 год для расширения производства коммерческих автомобилей Daimler-Benz. В 1992 году автомобиль получил наклонный радиатор и удлинённую переднюю часть, предназначенную для повышения безопасности при столкновении. Семейство MB100 было вытеснено семейством W638 в 1996 году, но оставалось доступным для экспортных рынков Бразилии и Аргентины до 1997 года, когда в Аргентине стартовало производство семейства Sprinter.

## История производства автомобилей на Тихоокеанском рынке
В 1999 году компания DaimlerChrysler AG представила на Австралийском и Тихоокеанском рынках более крупную модель MB100. Эти фургоны были изготовлены по лицензии компанией SsangYong Motor Company, которая также сделала новую версию под названием SsangYong Istana. MB100D и MB140D использовали лицензионную версию атмосферного 2,9-литрового двигателя OM602 I5 и 5-ступенчатую механическую коробку передач, в то время как MB100 и MB140 использовали лицензионный бензиновый двигатель M111 2,3 л и 5-ступенчатую механическую коробку передач. Существовали как фургоны, так и микроавтобусы, причём автобусные версии имели раздвижные окна, задний скрытый кондиционер в потолке и плафоны ламп для комфорта пассажиров. На некоторых рынках, например в Сингапуре, существовала также электрическая ступенька, которая выдвигалась при открытии раздвижной двери для удобства пассажиров. Они были сделаны как с правым, так и с левым рулём в зависимости от рынка, на котором они находились. В зависимости от расположения сидений вместимость могла быть до 15 человек. В конце 2004 года компания SAIC Motor взяла на себя основную долю в автомобильном подразделении Ssangyong и начала выпускать переработанную версию Тихоокеанского рынка MB140.